# Péter-Pál-székesegyház
А Péter-Pál-székesegyház (oroszul: Петропавловский собор – Petropavlovszkij szobór), teljes nevén: Péter és Pál főapostolok tiszteletére szentelt székesegyház – Собо́р святы́х апо́столов Петра́ и Па́вла – Szobór szvjatih aposztolov Petra i Pavla) ortodox keresztény templom Szentpétervárott, a Péter-Pál-erőd területén, Péter-korabeli barokk stílusú építészeti műemlék, orosz uralkodók nyughelye.

## Története
1712 és 1733 között építették (építész Domenico Tresini) egy azonos nevű, fából épített templom helyén (1703–1704). 1859-ig a város főtemploma, ahol püspöki papi szolgálat volt.
A Péter-Pál-székesegyház 122,5 m magas, háromszintes harangtornya, aranyozott csúcsán egy repülő angyal figurájával, a város jelképe. Magasságával uralja a városképet. Harmen van Bol’es holland mester készítette el a torony csúcsát. Az épület belső tere oszlopokkal három hajóra osztott. Belsejében hadizsákmány-zászlók másolatai vannak elhelyezve (az eredeti zászlók az Ermitázsban vannak).
Az aranyozott, metszett ikonosztáz 1722–1726 között készült el Moszkvában: az építész Zarudnij, Ivan Petrovics; a metszés – Trofim Ivanov, Ivan Tyelega; az ikonok – М. А. Merkurjev, F. Artyemjev), a stukkódíszítés Ignazio Ludovico Rossi és Antonio Quadri (stukkódíszítő mester), a festés – Georg Gsell, Vaszilij Jarosevszkij, Mihail Alekszandrovics Zaharov és más művészek munkája.
1756-1757-ben között Péter-Pál-székesegyházat egy tűz után újjáépítették; a toronyra 1776-ban szerelték fel a holland B. Oorta Krasa mester által készített órát. 1773-ban szentelték fel a Szent Katalin-mellékoltárt.
A torony csúcsán lévő sérült angyalt 1829-ben Pjotr Tyeluskin javította meg, aki állványzat nélkül mászott fel a csúcsra.
1857–1858-ban között a csúcs faszerkezeti elemeit fémre cserélték Dmitrij I. Zsuravszkij, Alekszandr Szimonovics Rehnyevszkij és Pavel Melnyikov mérnökök irányítása alatt.
Fő feladat volt a fa szarufák fémre cserélése a templom tornyában. Zsuravszkij szabályos nyolcszög alapú csonka gúla szerkezetet javasolt, amit gyűrűkkel kötnek össze; ő dolgozta ki a szerkezeti számításokat is.
1864–1866 között az ikonosztáz régi főajtaját  újra cserélték, amit bronzból készítettek el (építője А. I. Krakau); 1875–1877 között Giovanni Boldini a mennyezetet újrafestette; 1905-ben új harangokat kapott a templom.
1919-ben a Péter-Pál-székesegyházat bezárták, 1924-ben pedig múzeummá nyilvánították; a 17. sz. végéről és a 18. sz. elejéről származó értékes tárgyak legtöbbjét (ezüsttárgyakat, könyveket, szertartási ruhákat, ikonokat) más múzeumoknak adták át.
A nagy honvédő háború (1941–45) idején a székesegyház nagy károkat szenvedett, 1952-ben restaurálták a homlokzatokat, 1956–1957-ben – a belső teret. 1954-ben az épületet a Várostörténeti múzeumnak adták át. Az 1990-es évektől a székesegyházban rendszeresen tartanak gyászszertartásokat az elhunyt orosz uralkodók tiszteletére, 2000-től – istentiszteleteket, 2008 karácsonyától rendszeresen tartanak istentiszteleteket. 2008-ban 1917 óta először tartottak húsvéti istentiszteletet. Jelenleg a székesegyház főlelkésze Alekszandr apát, aki a szentpétervári egyházmegye építészeti-művészeti kérdésekért felelős elöljárói tisztét is betölti.
A templom tornyában harangjáték található. A Péter-Pál-erődben rendszeresen harangjáték-koncerteket tartanak.

## Uralkodói nyughely

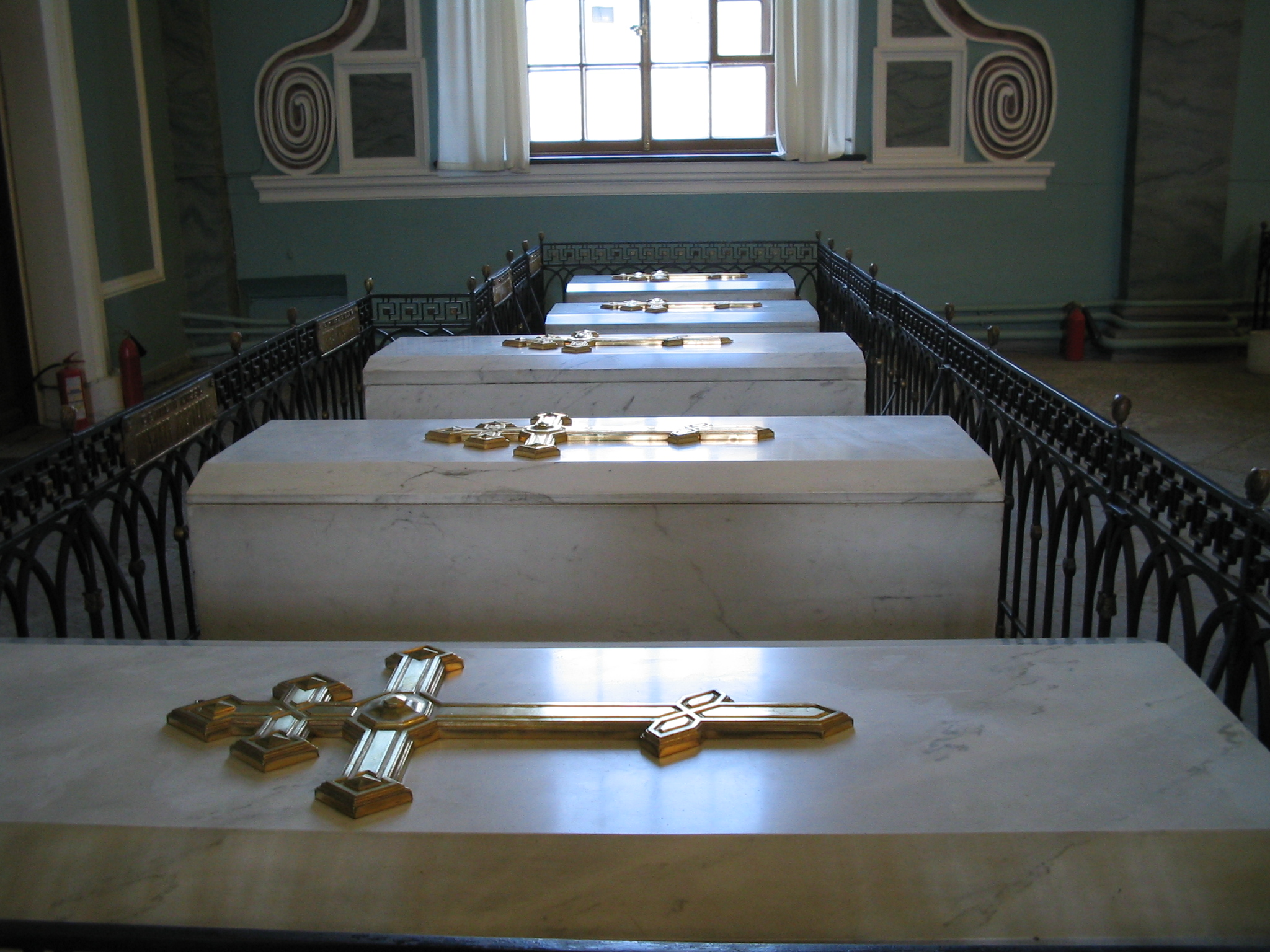
A szarkofágok a templomban

I. Péter idejében a cári családhoz tartozó személyek temetkezési helyét még nem határozták meg véglegesen. A cár rokonait az Angyali üdvözlet kriptában (oroszul: Благовещенская усыпальница) temették el. A még építés alatt lévő Péter-Pál-székesegyházban 1715-ben temették el I. Péter és I. Katalin kétéves lányát, Natáliát, a harangtorony alatt pedig a cár fiának Alekszej Petrovicsnak a feleségét Charlotte Christine Sophie Braunschweig-Wolfenbüttel hercegnőt (1694–1715). Ugyanitt helyezték földi nyugalomba 1718-ban magának a cár fiának földi maradványait is. 1716-ban a templom bejáratánál temették el Marfa Matvejevnát, III. Fjodor orosz cár özvegyét.
I. Péter halála után a még épülő templom egyik ideiglenes kápolnájában helyezték el az uralkodó földi maradványait tartalmazó koporsóját. A temetést csak 1731. május 29-én tartották. A későbbiekben itt temettek el minden cárt és cárnőt III. Sándor cárig bezárólag, a Moszkvában 1730-ban elhunyt II. Péter és a Slisszelburgban 1764-ben megölt VI. Iván kivételével. A kriptában összesen 41 temetést tartottak, többek között számos nagyherceg és hercegnő, tehát az uralkodók gyermekeinek és unokáinak temetését. 1865-ben minden sírfedelet egységes, fehér márványból készült szarkofágra cseréltek aranyozott bronzkeresztekkel (Puaro, Avguszt Antonovics és Gun, Andrej Leontyjevics építészek). Az uralkodói szarkofágokat kétfejű sas díszíti. Két szarkofágot a peterhofi kőfaragó- és csiszolóüzemben készítettek 1887–1906-ban: II. Sándorét (zöld jáspisból) és a felesége Marija Alekszandrovna szarkofágját (rózsaszín Urál-hegységi rodonitból).
Egy állami bizottsági határozat alapján 1998. június 17-én helyezték örök nyugalomra a székesegyház délnyugati részén lévő Katalin melléktemplomban a Jekatyerinburgban 1918-ban kivégzett II. Miklós cár, Alekszandra Fjodorovna cárnő, Alekszej trónörökös, Tatyjana, Marija, Olga és Anasztaszia nagyhercegnők földi maradványait. Az orosz ortodox egyház nem ismerte el ezeket a földi maradványokat. Velük együtt temették ide J. Sz. Botkint, a cári család orvosát, А. Е. Trupp lakájt, I. M. Haritonov szakácsot, és A. Sz. Gyemidova szobalányt.

## Érdekes tények
A Leningrádi terület Bokszitogorszki járásában, Szomino faluban található a Péter-Pál-templom, amelynek a székesegyházéhoz hasonló angyal van a harangtornyán. A falut ezért néha kis Pétervárnak is hívják.

## Képek

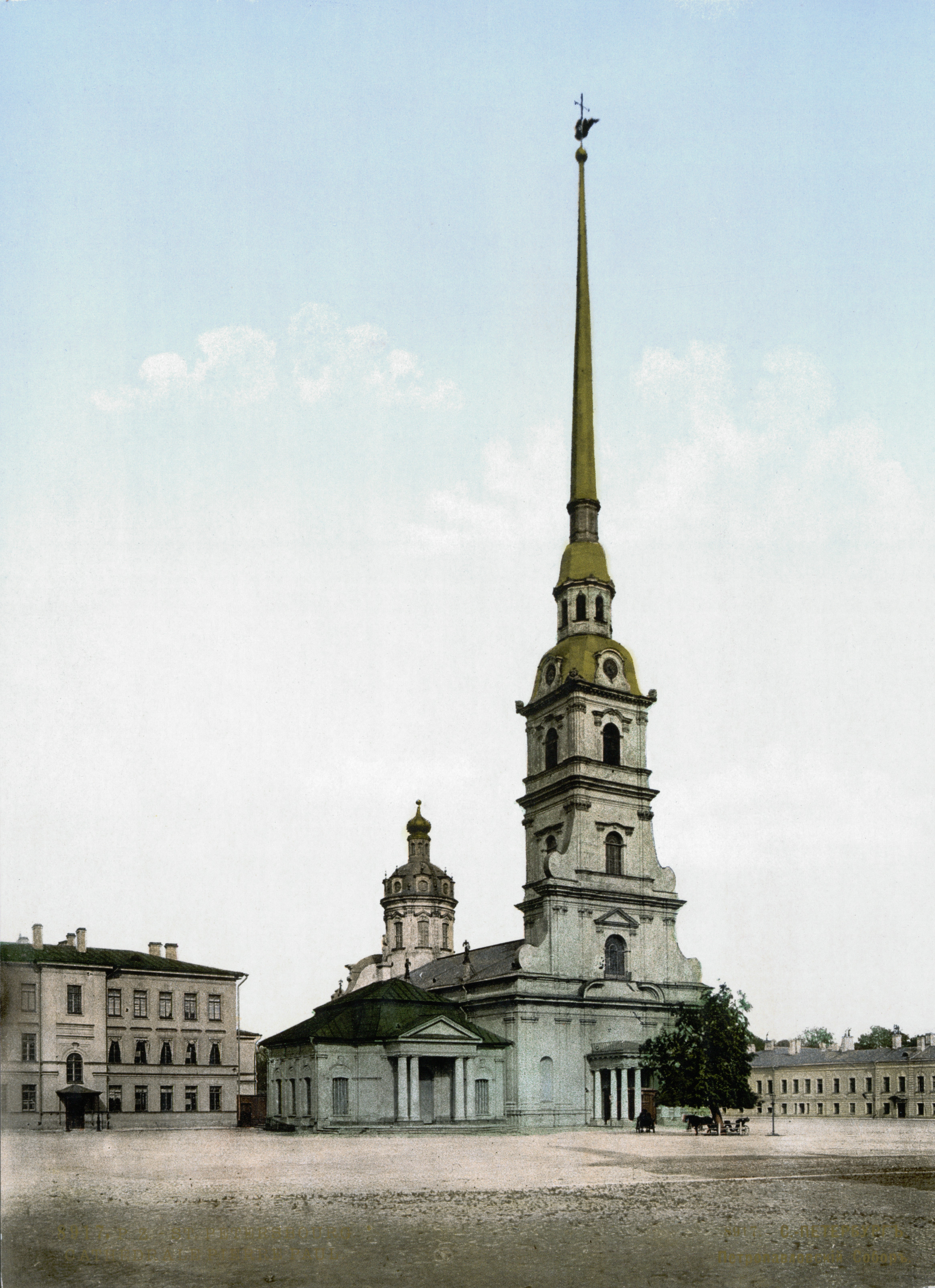
Régi képeslap
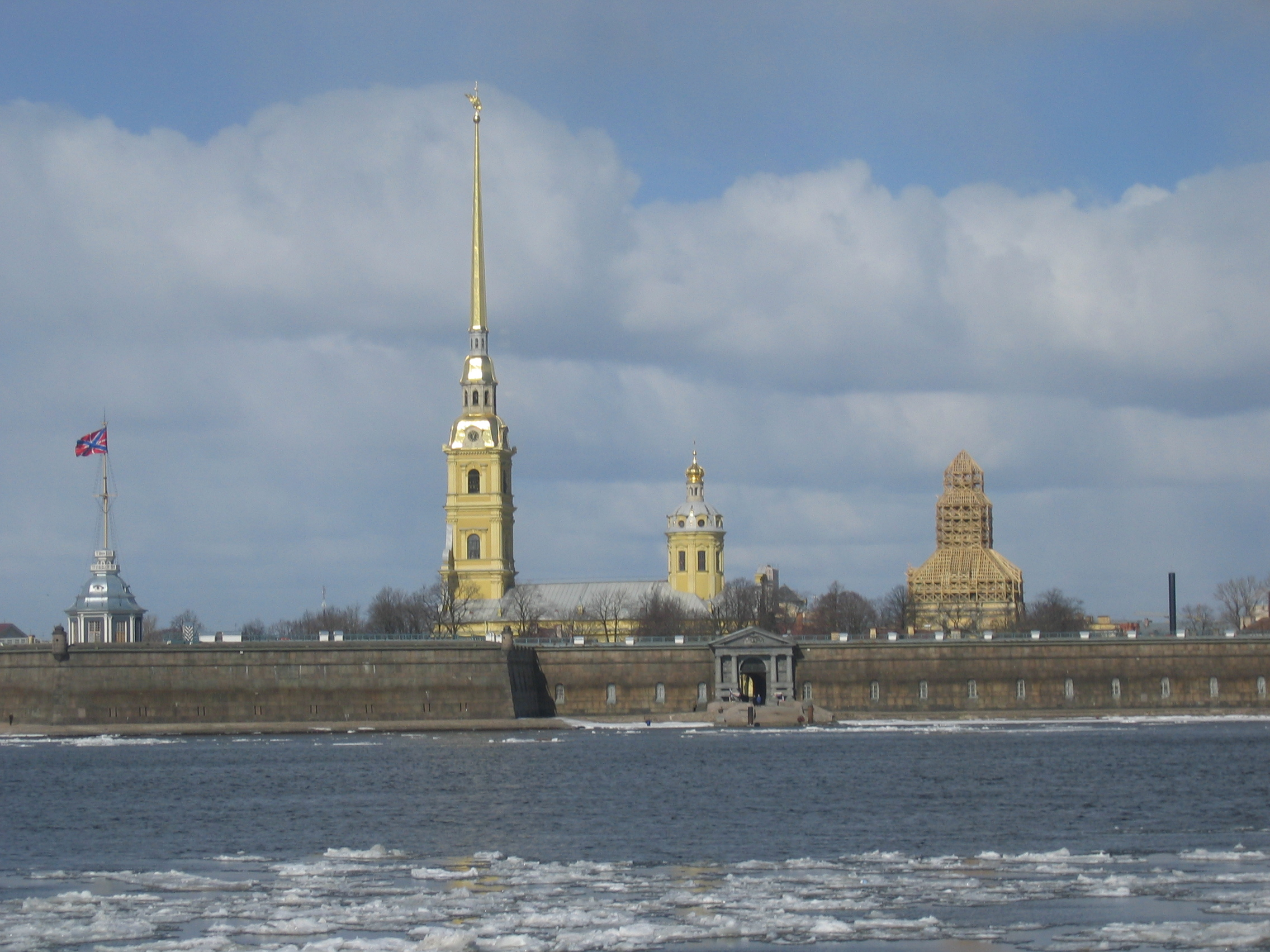
A Néva folyó felől
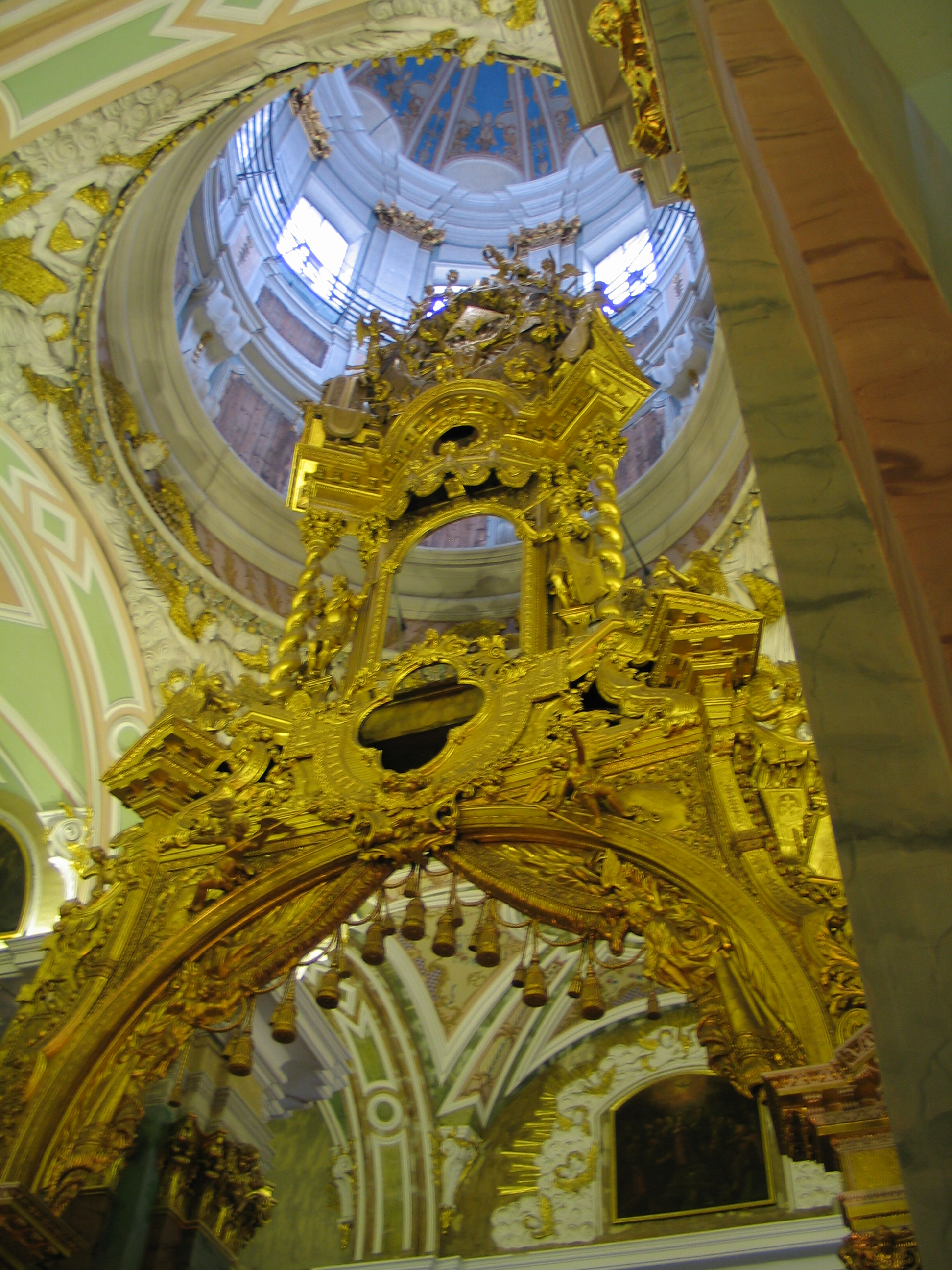
Az ikonosztáz főajtaja (királyi ajtó)
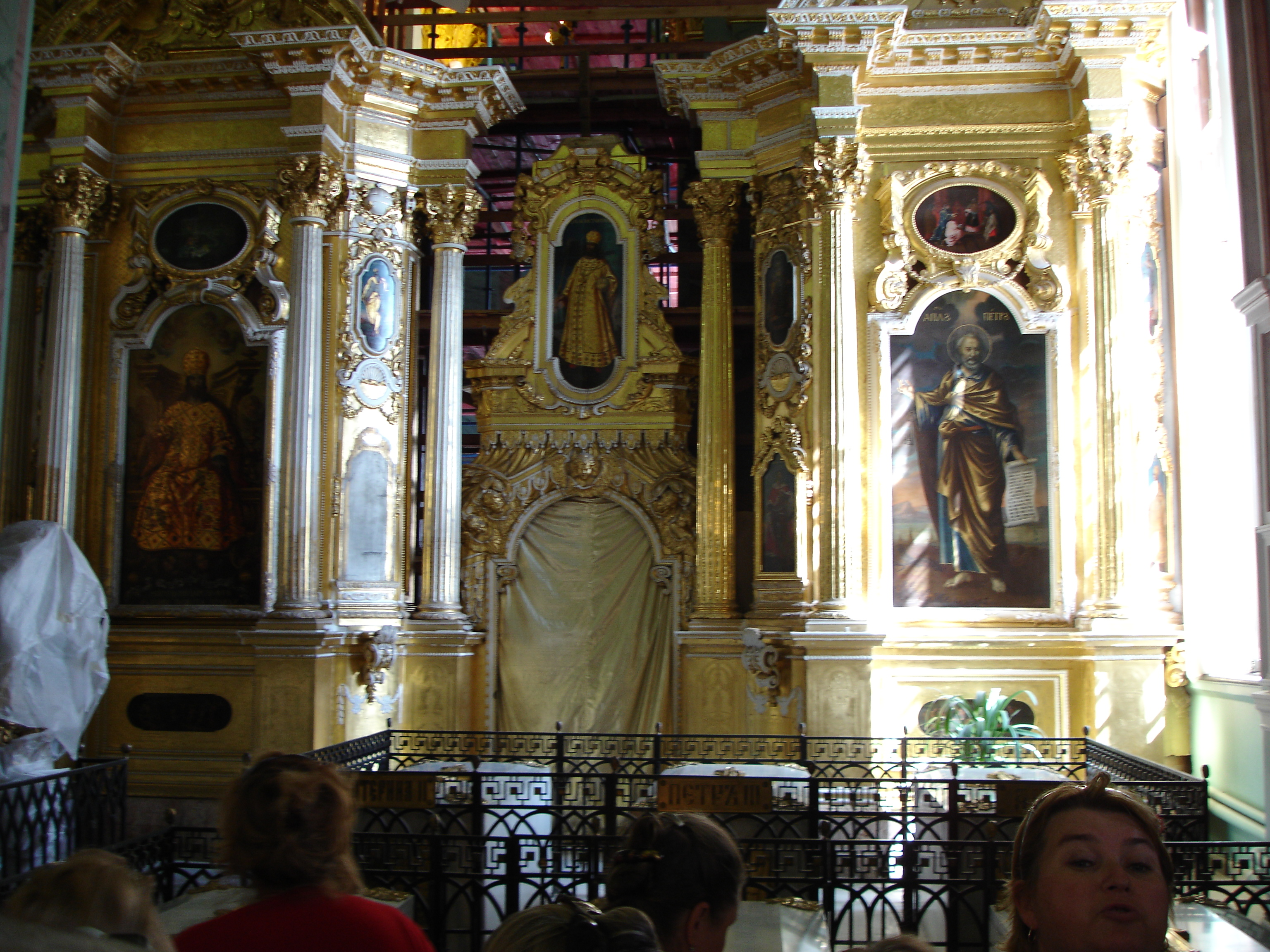
Szent ajtó és az ikonosztáz alsó része
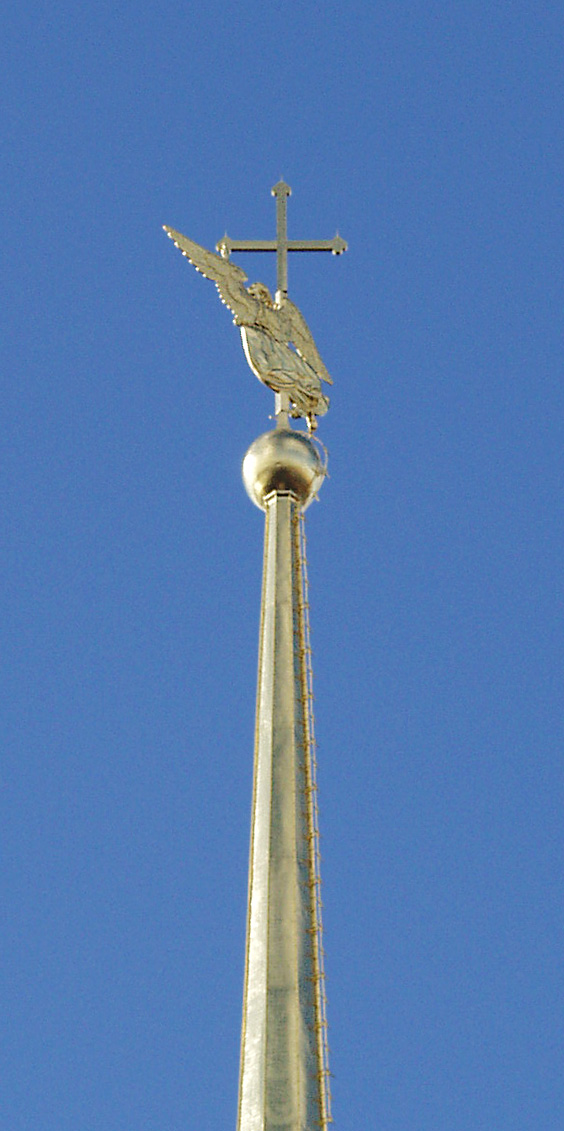
Az angyal a csúcson
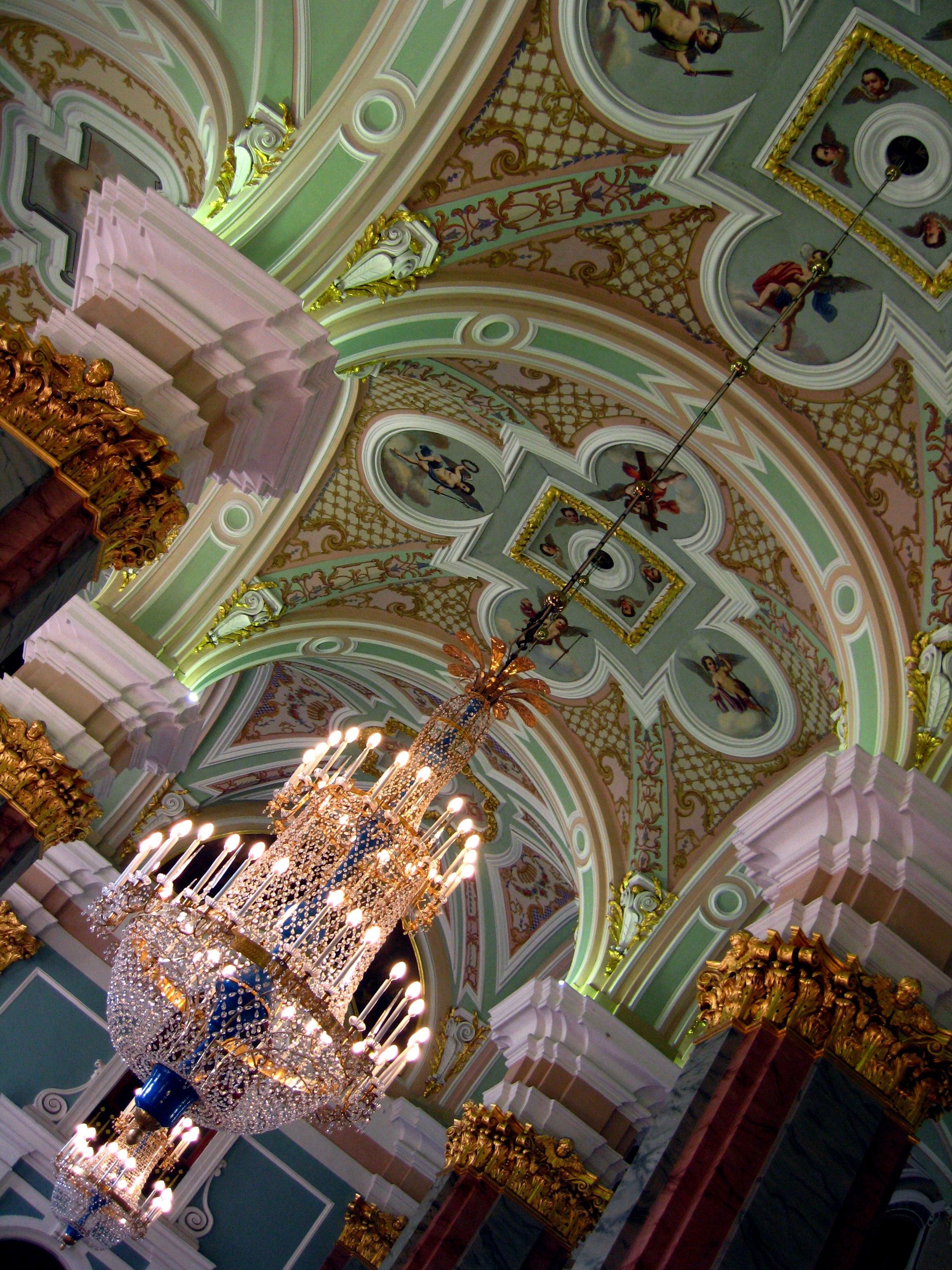
Mozaik mennyezet és gyertyatartó
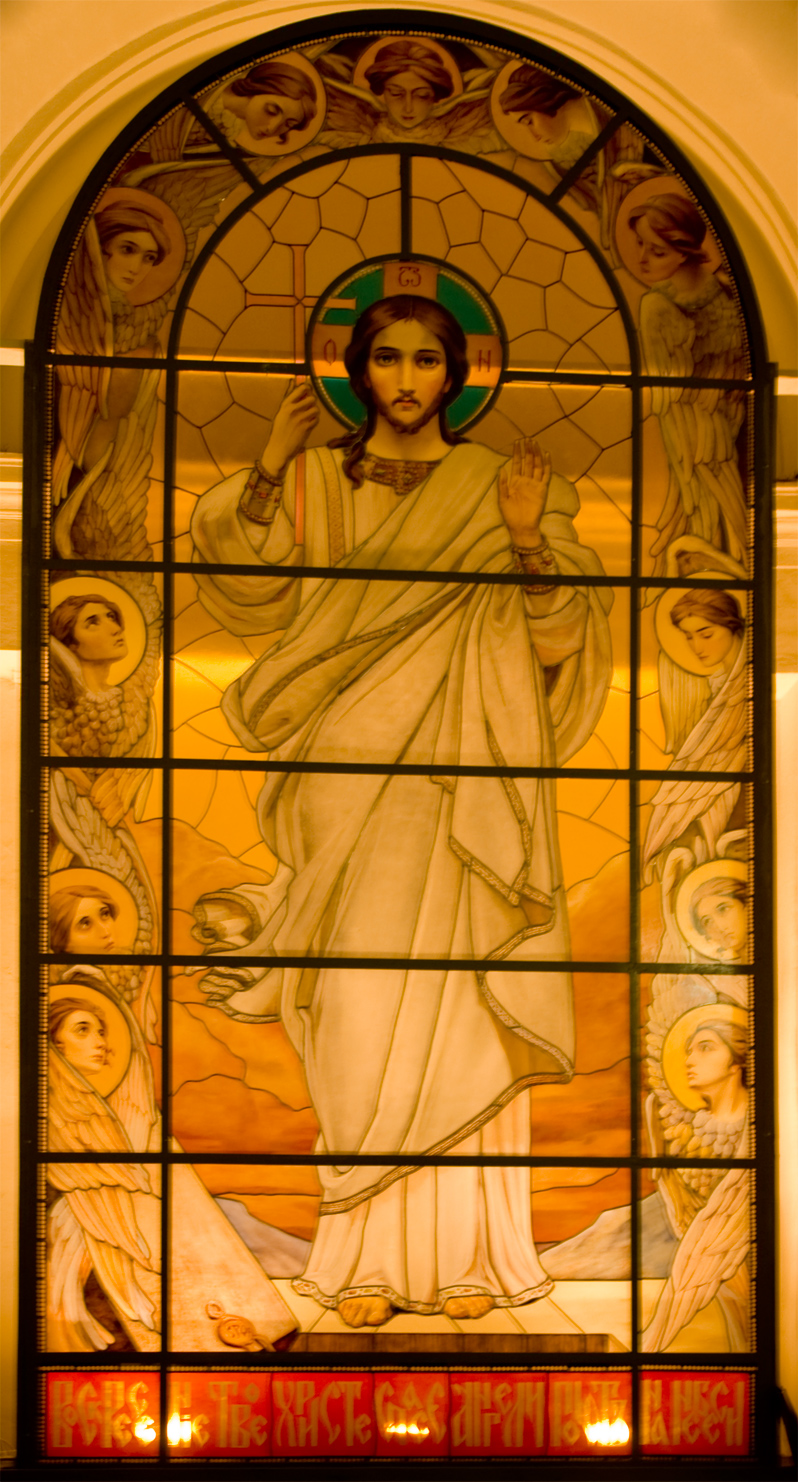
Üvegablak
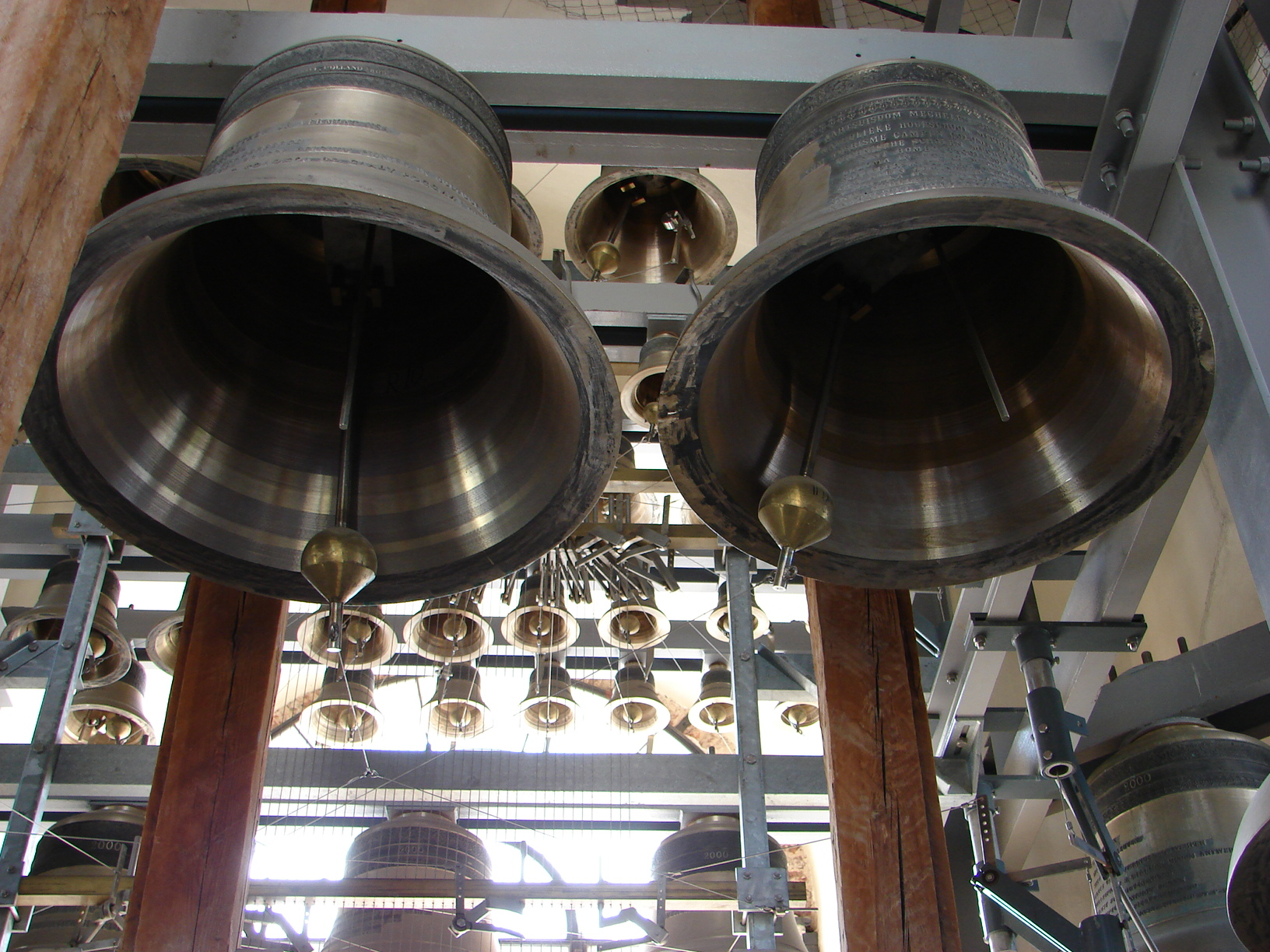
A templom tornyának harangjátéka